# うしかい座ゼータ星
うしかい座ζ星(ζ Boo, ζ Bootis)は、うしかい座にある連星であり、2つの恒星はどちらもA2III型である。フラムスティード番号では、うしかい座30番星という。この連星系は、地球から約180光年離れ、合計の視等級は+3.78である。各々の等級は若干異なり、A星は+4.43等級、B星は+4.83等級である。
連星系の性質は、1796年から調べられ続けており、軌道周期は45,460日（124.46年）である。次回は、2023年8月に最接近する。0.9977と非常に高い軌道離心率であり、最接近した時の距離は、0.3天文単位以内である。

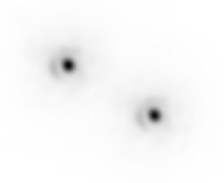
Zeta Bootis imaged with the 2000年5月13日に北欧光学望遠鏡でラッキー・イメージングを用いて撮影された写真。恒星の周りのエアリーディスクは、2.56mの口径からの回折である。
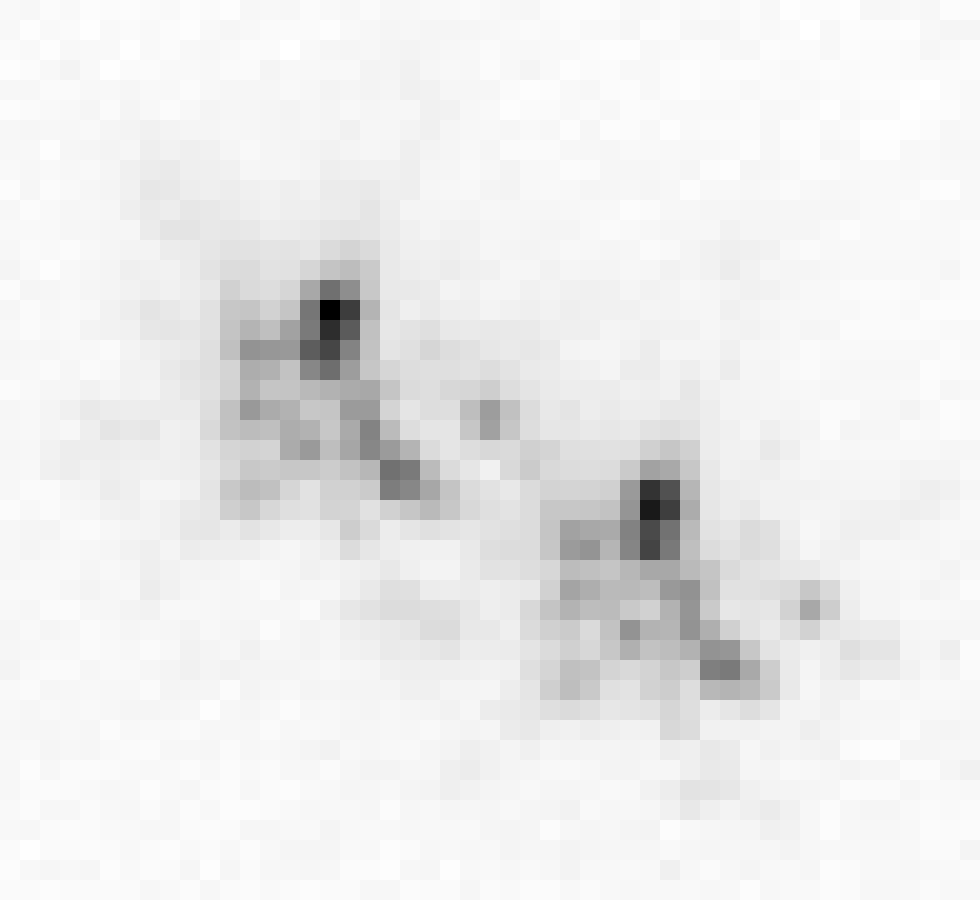
スペックル・イメージングを用いて短時間露光で撮影された写真